# Domosławice
Domosławice – wieś w Polsce położona w województwie małopolskim, w powiecie brzeskim, w gminie Czchów.
Prywatna wieś szlachecka Domasławice, własność kasztelanowej krakowskiej Anny z Sieniawskich Jordanowej, położona była w 1595 roku w powiecie sądeckim województwa krakowskiego. W latach 1975–1998 miejscowość administracyjnie należała do województwa tarnowskiego.

## Położenie miejscowości
Domosławice znajdują się na Pogórzu Wiśnickiem, w dolinie Dunajca, na północny wschód od Czchowa. Przez Domosławice biegnie droga wojewódzka nr 980.

## Nazwa
Nazwę miejscowości w zlatynizowanej staropolskiej formie Domaslowycze wymienia w latach (1470–1480) Jan Długosz w księdze Liber beneficiorum dioecesis Cracoviensis.

## Historia
Pierwsze wzmianki o wsi w dokumentach datowane są na ok. 1460 rok. Należała wtedy do parafii w odległym o 3 km Melsztynie. Jan Długosz jako właściciela wsi podaje w 1470 roku Spytka Melstyna herbu Leliwa.
W 1630 roku, z fundacji Zygmunta Aleksandra Tarły w Domosławicach zbudowano kaplicę dla obrazu Matki Boskiej z Dzieciątkiem (pochodzącego z XVI w., w typie Madonny Częstochowskiej). Obraz wkrótce zasłynął łaskami, a Domosławice stały się lokalnym ośrodkiem pielgrzymkowym.

## Zabytki
Obiekty wpisane do rejestru zabytków nieruchomych województwa małopolskiego.
- kościół parafialny pw. Nawiedzenia NMP. W latach 1789–1796 na miejscu kaplicy powstał barokowo-klasycystyczny kościół pw. Nawiedzenia Najświętszej Maryi Panny, ufundowany przez ówczesnego właściciela wsi, hr. Antoniego Lanckorońskiego, za pośrednictwem dzierżawcy majątku, Macieja Walentego Dobrzyńskiego[9]. Po ukończeniu budowy przeniesiono do Domosławic siedzibę parafii z Melsztyna. W ołtarz główny wprawiony został cudowny obraz. Podczas renowacji kościoła w 1863 roku dobudowano do niego drewnianą wieżę[8].
- cmentarz wojenny nr 291 z I wojny światowej. W czasie I wojny światowej w Domosławicach toczyły się zacięte walki wojsk rosyjskich i austro-węgierskich[9].

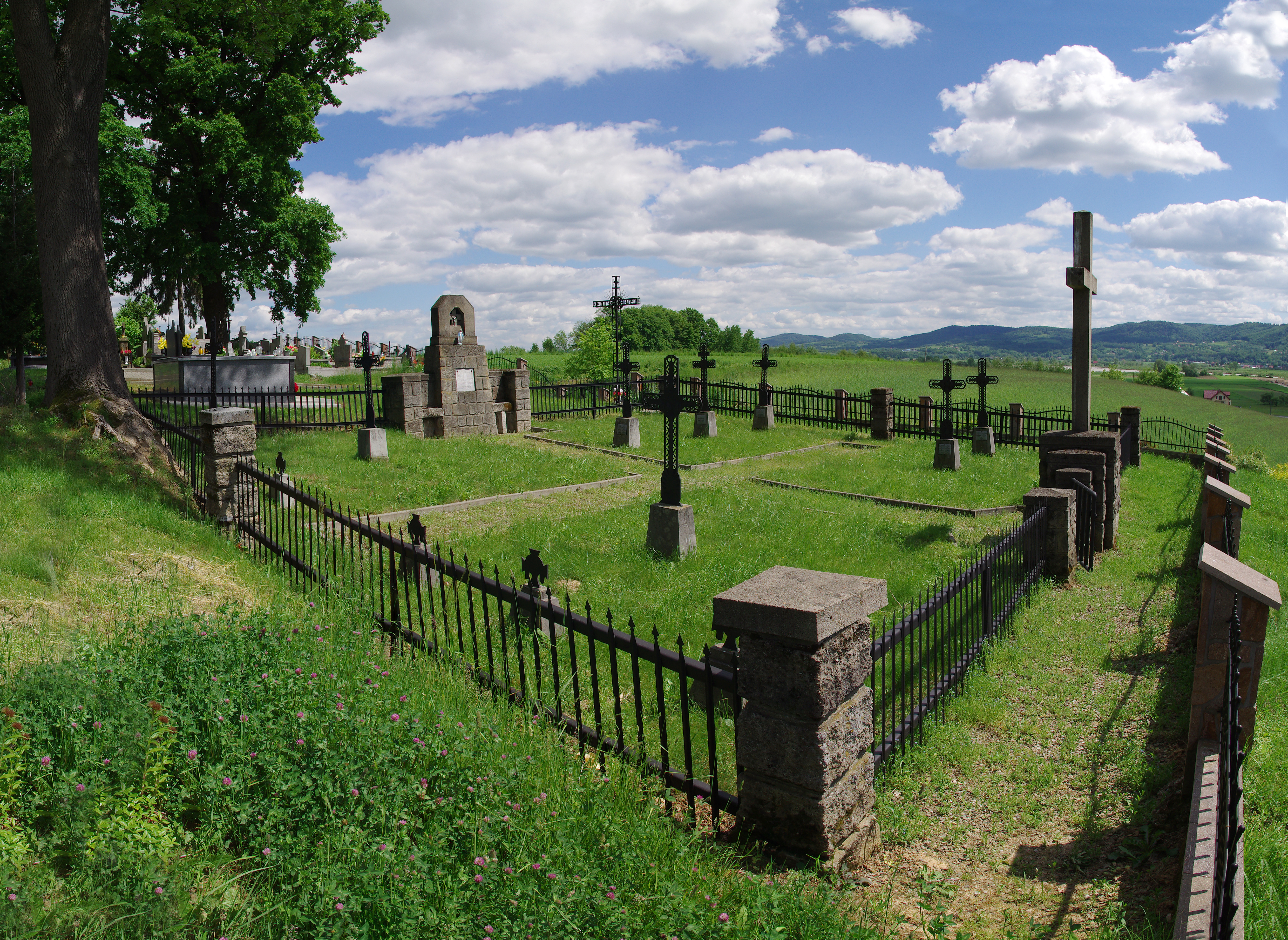
Cmentarz wojenny nr 291